# Nordische Skiweltmeisterschaften 2021/Skispringen
Bei den Nordischen Skiweltmeisterschaften 2021 in Oberstdorf wurde im Skispringen der Männer ein Einzelspringen von der Normalschanze sowie jeweils ein Einzel- und Teamspringen von der Großschanze ausgetragen. Zudem waren die Männer an dem mit den Frauen kombinierten Mixed-Team-Wettbewerb beteiligt. Alle Wettkämpfe fanden in der Oberstdorfer Audi Arena statt. Aufgrund der COVID-19-Pandemie mussten sie ohne Zuschauer stattfinden.
Weltmeister wurden Piotr Żyła im Einzelspringen von der Normalschanze und Stefan Kraft im Einzelspringen von der Großschanze. Im Teamspringen konnte Deutschland, vertreten durch Pius Paschke, Severin Freund, Markus Eisenbichler und Karl Geiger, seinen Titel von 2019 verteidigen und erneut Weltmeister werden. Der erfolgreichste Skispringer dieser Weltmeisterschaften war Karl Geiger mit vier Medaillen (inklusive Mixed-Team-Wettbewerb).
Außerdem wurde im Skispringen der Frauen neben jeweils einem Einzel- und Teamspringen von der Normalschanze erstmals auch ein Einzelspringen von der Großschanze ausgetragen. Zudem waren die Frauen an dem mit den Männern kombinierten Mixed-Team-Wettbewerb beteiligt. Alle Wettkämpfe fanden wie bei den Männern in der Oberstdorfer Audi Arena statt. Aufgrund der COVID-19-Pandemie mussten sie ebenfalls ohne Zuschauer stattfinden.
Weltmeisterin wurden Ema Klinec im Einzelspringen von der Normalschanze und Maren Lundby im Einzelspringen von der Großschanze. Im Teamspringen konnte Österreich, vertreten durch Daniela Iraschko-Stolz, Sophie Sorschag, Chiara Hölzl und Sara Marita Kramer, zum ersten Mal Weltmeister werden. Die erfolgreichste Skispringerin dieser Weltmeisterschaften war Maren Lundby mit vier Medaillen (inklusive Mixed-Team-Wettbewerb).
Darüber hinaus fand im Skispringen ein Mixed-Team-Wettbewerb der Frauen und Männer statt. Der Wettkampf wurde am Sonntag, 28. Februar 2021, in der Oberstdorfer Audi Arena von der Normalschanze (Hillsize: 106 m; Konstruktionspunkt: 95 m) ausgetragen und musste wegen der COVID-19-Pandemie wie auch alle anderen Wettbewerbe bei diesen Weltmeisterschaften ohne Zuschauer stattfinden.
Weltmeister wurde, wie zwei Jahre zuvor bei den Nordischen Skiweltmeisterschaften 2019 in Seefeld, das deutsche Team, vertreten von Katharina Althaus, Markus Eisenbichler, Anna Rupprecht und Karl Geiger.

## Bilanz

### Medaillengewinner
| Wettbewerb                   | Gold                                                                    | Silber                                                           | Bronze                                                     |
| ---------------------------- | ----------------------------------------------------------------------- | ---------------------------------------------------------------- | ---------------------------------------------------------- |
| Einzelspringen Normalschanze | Piotr Żyła                                                              | Karl Geiger                                                      | Anže Lanišek                                               |
| Einzelspringen Großschanze   | Stefan Kraft                                                            | Robert Johansson                                                 | Karl Geiger                                                |
| Teamspringen Großschanze     | Deutschland Pius Paschke Severin Freund Markus Eisenbichler Karl Geiger | Österreich Philipp Aschenwald Jan Hörl Daniel Huber Stefan Kraft | Polen Piotr Żyła Andrzej Stękała Kamil Stoch Dawid Kubacki |

### Medaillenspiegel
Erfolgreichster Skispringer der Nordischen Skiweltmeisterschaften 2021 war Karl Geiger mit zwei Goldmedaillen sowie je einer Silber- und Bronzemedaille vor Markus Eisenbichler mit zwei Goldmedaillen sowie Stefan Kraft mit je einer Gold-, Silber- und Bronzemedaille. Die folgenden Tabellen enthalten alle Medaillengewinner im Skispringen der Männer bei den Nordischen Skiweltmeisterschaften 2021 inklusive des Mixed-Team-Wettbewerbs. Die erste Tabelle listet die Athleten, die zweite Tabelle die Nationen, jeweils sortiert nach der Anzahl der Gold-, dann Silber- und schließlich Bronzemedaillen, auf.
| Platz | Athlet                |   |   |   |   |
| ----- | --------------------- | - | - | - | - |
| 01    | Karl Geiger           | 2 | 1 | 1 | 4 |
| 02    | Markus Eisenbichler   | 2 | — | — | 2 |
| 03    | Stefan Kraft          | 1 | 1 | 1 | 3 |
| 04    | Piotr Żyła            | 1 | — | 1 | 2 |
| 05    | Severin Freund        | 1 | — | — | 1 |
| 05    | Pius Paschke          | 1 | — | — | 1 |
| 07    | Robert Johansson      | — | 2 | — | 2 |
| 08    | Halvor Egner Granerud | — | 1 | — | 1 |
| 08    | Philipp Aschenwald    | — | 1 | — | 1 |
| 08    | Jan Hörl              | — | 1 | — | 1 |
| 08    | Daniel Huber          | — | 1 | — | 1 |
| 12    | Michael Hayböck       | — | — | 1 | 1 |
| 12    | Dawid Kubacki         | — | — | 1 | 1 |
| 12    | Andrzej Stękała       | — | — | 1 | 1 |
| 12    | Kamil Stoch           | — | — | 1 | 1 |
| 12    | Anže Lanišek          | — | — | 1 | 1 |

| Platz | Land        |   |   |   |   |
| ----- | ----------- | - | - | - | - |
| 01    | Deutschland | 2 | 1 | 1 | 4 |
| 02    | Österreich  | 1 | 1 | 1 | 3 |
| 03    | Polen       | 1 | — | 1 | 2 |
| 04    | Norwegen    | — | 2 | — | 2 |
| 05    | Slowenien   | — | — | 1 | 1 |

## Einzelspringen Normalschanze
Das Einzelspringen der Männer von der Normalschanze (Hillsize: 106 m; Konstruktionspunkt: 95 m) fand am 26. Februar 2021 (Qualifikation) und 27. Februar 2021 (Wettbewerb) statt. Titelverteidiger von 2019 war der Pole Dawid Kubacki.
In der Qualifikation am Freitag, 26. Februar 2021, traten 66 Athleten aus 18 Nationen an, von denen die 50 Erstplatzierten den eigentlichen Wettbewerb am Samstag erreichten. Weil Danil Wassiljew und Filip Sakala punktgleich auf dem 50. Platz lagen, qualifizierten sich 51 Springer für den Wettbewerb. Jarkko Määttä wurde wegen eines nicht regelkonformen Sprunganzuges bei der Materialkontrolle disqualifiziert. Die Qualifikation gewann Halvor Egner Granerud mit der Bestweite von 105,5 Metern vor Anže Lanišek und Stefan Kraft.
Im Wettbewerb am darauffolgenden Samstag, 27. Februar 2021, gewann der Pole Piotr Żyła die Goldmedaille und damit den ersten Weltmeistertitel seiner Laufbahn im Einzel. Mit einem Sprung auf 105,0 Meter führte er nach dem ersten Durchgang und verteidigte diesen Vorsprung im zweiten Durchgang mit einer Weite von 102,5 Metern. Insgesamt erzielte er 268,8 Punkte und hatte damit einen Vorsprung von 3,6 Punkten auf Karl Geiger, der sich die Silbermedaille sichern konnte. Die Bronzemedaille ging an Anže Lanišek. Mit einem Alter von 34 Jahren wurde Żyła der bis dahin älteste Weltmeister der Skisprung-Geschichte.
Im ersten Durchgang stürzte Eetu Nousiainen mit der Startnummer vier bei der Landung nach einem Sprung auf 88,0 Meter, blieb aber unverletzt.

### Qualifikation
Datum: Freitag, 26. Februar 2021, 20:30 Uhr
| Platz | Athlet                 | Nation                | Weite (m) | Punkte | Qualifikation |
| ----- | ---------------------- | --------------------- | --------- | ------ | ------------- |
| 01    | Halvor Egner Granerud  | Norwegen              | 105,5     | 144,2  | Q             |
| 02    | Anže Lanišek           | Slowenien             | 103,0     | 137,4  | Q             |
| 03    | Stefan Kraft           | Österreich            | 101,5     | 134,4  | Q             |
| 04    | Daniel-André Tande     | Norwegen              | 102,5     | 133,6  | Q             |
| 05    | Yukiya Satō            | Japan                 | 104,5     | 131,8  | Q             |
| 06    | Kamil Stoch            | Polen                 | 101,0     | 131,6  | Q             |
| 07    | Dawid Kubacki          | Polen                 | 100,5     | 131,5  | Q             |
| 08    | Philipp Aschenwald     | Österreich            | 100,0     | 129,2  | Q             |
| 09    | Marius Lindvik         | Norwegen              | 098,0     | 128,0  | Q             |
| 10    | Danil Sadrejew         | Russischer Skiverband | 102,5     | 127,3  | Q             |
| 11    | Karl Geiger            | Deutschland           | 097,5     | 126,9  | Q             |
| 12    | Robert Johansson       | Norwegen              | 100,5     | 126,8  | Q             |
| 13    | Michael Hayböck        | Österreich            | 098,5     | 125,5  | Q             |
| 14    | Markus Eisenbichler    | Deutschland           | 100,0     | 124,9  | Q             |
| 15    | Piotr Żyła             | Polen                 | 097,0     | 123,6  | Q             |
| 16    | Pius Paschke           | Deutschland           | 099,0     | 123,3  | Q             |
| 17    | Ryōyū Kobayashi        | Japan                 | 096,5     | 123,2  | Q             |
| 18    | Keiichi Satō           | Japan                 | 098,0     | 122,6  | Q             |
| 19    | Constantin Schmid      | Deutschland           | 096,5     | 121,7  | Q             |
| 20    | Cene Prevc             | Slowenien             | 096,5     | 120,5  | Q             |
| 21    | Gregor Deschwanden     | Schweiz               | 096,0     | 120,4  | Q             |
| 22    | Dominik Peter          | Schweiz               | 099,0     | 119,6  | Q             |
| 23    | Simon Ammann           | Schweiz               | 097,0     | 119,5  | Q             |
| 24    | Niko Kytösaho          | Finnland              | 100,5     | 119,4  | Q             |
| 25    | Klemens Murańka        | Polen                 | 096,0     | 119,2  | Q             |
| 26    | Antti Aalto            | Finnland              | 096,0     | 118,7  | Q             |
| 27    | Žiga Jelar             | Slowenien             | 094,0     | 116,4  | Q             |
| 28    | Denis Kornilow         | Russischer Skiverband | 097,5     | 116,2  | Q             |
| 29    | Andrzej Stękała        | Polen                 | 095,0     | 116,1  | Q             |
| 30    | Junshirō Kobayashi     | Japan                 | 095,0     | 115,7  | Q             |
| 31    | Bor Pavlovčič          | Slowenien             | 093,5     | 115,6  | Q             |
| 32    | Viktor Polášek         | Tschechien            | 095,5     | 115,2  | Q             |
| 33    | MacKenzie Boyd-Clowes  | Kanada                | 094,0     | 114,5  | Q             |
| 34    | Artti Aigro            | Estland               | 096,5     | 113,7  | Q             |
| 35    | Čestmír Kožíšek        | Tschechien            | 093,5     | 111,1  | Q             |
| 36    | Vojtěch Štursa         | Tschechien            | 093,0     | 110,2  | Q             |
| 36    | Decker Dean            | Vereinigte Staaten    | 090,5     | 110,2  | Q             |
| 38    | Jewgeni Klimow         | Russischer Skiverband | 091,0     | 109,8  | Q             |
| 39    | Witalij Kalinitschenko | Ukraine               | 092,0     | 108,1  | Q             |
| 40    | Wladimir Sografski     | Bulgarien             | 085,1     | 107,5  | Q             |
| 41    | Sergei Tkatschenko     | Kasachstan            | 090,0     | 106,7  | Q             |
| 42    | Michail Nasarow        | Russischer Skiverband | 090,5     | 105,8  | Q             |
| 43    | Daniel Huber           | Österreich            | 090,0     | 105,5  | Q             |
| 44    | Andreas Schuler        | Schweiz               | 090,5     | 105,3  | Q             |
| 45    | Sabyrschan Muminow     | Kasachstan            | 088,5     | 105,0  | Q             |
| 46    | Eetu Nousiainen        | Finnland              | 088,0     | 104,7  | Q             |
| 47    | Casey Larson           | Vereinigte Staaten    | 089,5     | 103,9  | Q             |
| 48    | Giovanni Bresadola     | Italien               | 087,0     | 101,4  | Q             |
| 49    | Daniel Moroder         | Italien               | 087,0     | 097,5  | Q             |
| 50    | Danil Wassiljew        | Kasachstan            | 088,5     | 097,4  | Q             |
| 50    | Filip Sakala           | Tschechien            | 088,5     | 097,4  | Q             |
| 52    | Kevin Maltsev          | Estland               | 083,5     | 094,1  |               |
| 53    | Matthew Soukup         | Kanada                | 085,5     | 092,2  |               |
| 54    | Daniel Cacina          | Rumänien              | 086,0     | 091,7  |               |
| 55    | Francesco Cecon        | Italien               | 086,0     | 089,6  |               |
| 56    | Jewhen Marussjak       | Ukraine               | 082,0     | 086,5  |               |
| 57    | Andrew Urlaub          | Vereinigte Staaten    | 081,5     | 086,0  |               |
| 58    | Nicolae Sorin Mitrofan | Rumänien              | 080,0     | 084,9  |               |
| 59    | Erik Belshaw           | Vereinigte Staaten    | 078,0     | 082,1  |               |
| 60    | Andrij Waskul          | Ukraine               | 077,0     | 076,7  |               |
| 61    | Andrei Feldorean       | Rumänien              | 076,0     | 076,0  |               |
| 62    | Alex Insam             | Italien               | 077,0     | 074,0  |               |
| 63    | Nikita Dewjatkin       | Kasachstan            | 076,5     | 073,2  |               |
| 64    | Mihnea Spulber         | Rumänien              | 074,5     | 068,5  |               |
| 65    | Anton Kortschuk        | Ukraine               | 070,5     | 061,8  |               |
| DSQ   | Jarkko Määttä          | Finnland              | —         | —      |               |

### Wettbewerb
Datum: Samstag, 27. Februar 2021, 16:30 Uhr
| Platz | Athlet                 | Nation                | 1. Durchgang | 1. Durchgang | 2. Durchgang  | 2. Durchgang  | Gesamt- punkte |
| Platz | Athlet                 | Nation                | Weite (m)    | Punkte       | Weite (m)     | Punkte        | Gesamt- punkte |
| ----- | ---------------------- | --------------------- | ------------ | ------------ | ------------- | ------------- | -------------- |
| 01    | Piotr Żyła             | Polen                 | 105,0        | 138,7        | 102,5         | 130,1         | 268,8          |
| 02    | Karl Geiger            | Deutschland           | 103,5        | 135,5        | 102,0         | 129,7         | 265,2          |
| 03    | Anže Lanišek           | Slowenien             | 102,5        | 135,7        | 101,0         | 125,8         | 261,5          |
| 04    | Halvor Egner Granerud  | Norwegen              | 099,0        | 128,3        | 103,0         | 131,4         | 259,7          |
| 05    | Dawid Kubacki          | Polen                 | 102,0        | 135,0        | 099,0         | 122,1         | 257,1          |
| 06    | Robert Johansson       | Norwegen              | 100,0        | 129,7        | 101,0         | 126,8         | 256,5          |
| 07    | Michael Hayböck        | Österreich            | 101,0        | 131,5        | 097,5         | 122,4         | 253,9          |
| 08    | Bor Pavlovčič          | Slowenien             | 101,5        | 130,5        | 098,0         | 122,9         | 253,4          |
| 09    | Daniel-André Tande     | Norwegen              | 101,0        | 131,2        | 098,0         | 120,4         | 251,6          |
| 10    | Stefan Kraft           | Österreich            | 100,5        | 129,3        | 097,5         | 121,9         | 251,2          |
| 11    | Pius Paschke           | Deutschland           | 103,0        | 133,7        | 095,0         | 117,2         | 250,9          |
| 12    | Ryōyū Kobayashi        | Japan                 | 104,0        | 135,6        | 096,5         | 114,4         | 250,0          |
| 12    | Philipp Aschenwald     | Österreich            | 100,0        | 129,9        | 098,0         | 120,1         | 250,0          |
| 14    | Marius Lindvik         | Norwegen              | 102,0        | 133,6        | 094,5         | 114,9         | 248,5          |
| 15    | Cene Prevc             | Slowenien             | 102,0        | 124,9        | 098,0         | 121,1         | 246,0          |
| 16    | Yukiya Satō            | Japan                 | 104,0        | 132,6        | 095,0         | 111,7         | 244,3          |
| 17    | Markus Eisenbichler    | Deutschland           | 098,5        | 129,6        | 095,5         | 111,5         | 241,1          |
| 18    | Jewgeni Klimow         | Russischer Skiverband | 103,0        | 126,2        | 095,0         | 113,4         | 239,6          |
| 19    | Daniel Huber           | Österreich            | 099,5        | 125,8        | 094,5         | 113,6         | 239,4          |
| 20    | Simon Ammann           | Schweiz               | 103,5        | 125,3        | 095,0         | 111,7         | 237,0          |
| 21    | Keiichi Satō           | Japan                 | 098,0        | 123,5        | 095,5         | 113,3         | 236,8          |
| 22    | Kamil Stoch            | Polen                 | 096,0        | 121,2        | 096,0         | 114,8         | 236,0          |
| 23    | Constantin Schmid      | Deutschland           | 097,5        | 119,6        | 092,5         | 113,6         | 233,2          |
| 24    | Gregor Deschwanden     | Schweiz               | 097,5        | 121,6        | 094,0         | 110,8         | 232,4          |
| 25    | Danil Sadrejew         | Russischer Skiverband | 099,5        | 115,4        | 094,5         | 112,4         | 227,8          |
| 26    | Niko Kytösaho          | Finnland              | 098,5        | 119,4        | 091,0         | 106,0         | 225,4          |
| 27    | Antti Aalto            | Finnland              | 100,5        | 119,9        | 088,5         | 105,0         | 224,9          |
| 28    | Žiga Jelar             | Slowenien             | 096,0        | 118,7        | 090,5         | 104,8         | 223,5          |
| 29    | Junshirō Kobayashi     | Japan                 | 097,5        | 116,7        | 092,0         | 106,5         | 223,2          |
| 30    | Andrzej Stękała        | Polen                 | 095,0        | 115,6        | 087,5         | 096,0         | 211,6          |
| 31    | Dominik Peter          | Schweiz               | 096,5        | 114,7        | ausgeschieden | ausgeschieden | 114,7          |
| 32    | Čestmír Kožíšek        | Tschechien            | 096,5        | 113,5        | ausgeschieden | ausgeschieden | 113,5          |
| 33    | Decker Dean            | Vereinigte Staaten    | 096,5        | 112,2        | ausgeschieden | ausgeschieden | 112,2          |
| 34    | MacKenzie Boyd-Clowes  | Kanada                | 094,5        | 109,0        | ausgeschieden | ausgeschieden | 109,0          |
| 35    | Vojtěch Štursa         | Tschechien            | 094,0        | 108,5        | ausgeschieden | ausgeschieden | 108,5          |
| 36    | Klemens Murańka        | Polen                 | 093,0        | 108,0        | ausgeschieden | ausgeschieden | 108,0          |
| 37    | Michail Nasarow        | Russischer Skiverband | 092,0        | 107,6        | ausgeschieden | ausgeschieden | 107,6          |
| 38    | Denis Kornilow         | Russischer Skiverband | 093,0        | 106,5        | ausgeschieden | ausgeschieden | 106,5          |
| 38    | Viktor Polášek         | Tschechien            | 093,0        | 106,5        | ausgeschieden | ausgeschieden | 106,5          |
| 40    | Sergei Tkatschenko     | Kasachstan            | 093,5        | 105,4        | ausgeschieden | ausgeschieden | 105,4          |
| 41    | Artti Aigro            | Estland               | 092,5        | 104,9        | ausgeschieden | ausgeschieden | 104,9          |
| 42    | Andreas Schuler        | Schweiz               | 093,0        | 104,7        | ausgeschieden | ausgeschieden | 104,7          |
| 43    | Wladimir Sografski     | Bulgarien             | 092,5        | 103,7        | ausgeschieden | ausgeschieden | 103,7          |
| 44    | Witalij Kalinitschenko | Ukraine               | 090,5        | 103,2        | ausgeschieden | ausgeschieden | 103,2          |
| 45    | Sabyrschan Muminow     | Kasachstan            | 090,5        | 100,1        | ausgeschieden | ausgeschieden | 100,1          |
| 46    | Casey Larson           | Vereinigte Staaten    | 090,5        | 099,4        | ausgeschieden | ausgeschieden | 099,4          |
| 47    | Giovanni Bresadola     | Italien               | 089,5        | 096,1        | ausgeschieden | ausgeschieden | 096,1          |
| 48    | Filip Sakala           | Tschechien            | 084,0        | 088,1        | ausgeschieden | ausgeschieden | 088,1          |
| 49    | Danil Wassiljew        | Kasachstan            | 079,0        | 076,6        | ausgeschieden | ausgeschieden | 076,6          |
| 50    | Eetu Nousiainen        | Finnland              | 088,0        | 075,0        | ausgeschieden | ausgeschieden | 075,0          |
| 51    | Daniel Moroder         | Italien               | 081,0        | 074,8        | ausgeschieden | ausgeschieden | 074,8          |

## Einzelspringen Großschanze
Das Einzelspringen der Männer von der Großschanze (Hillsize: 137 m; Konstruktionspunkt: 120 m) fand am 4. März 2021 (Qualifikation) und 5. März 2021 (Wettbewerb) statt. Titelverteidiger von 2019 war der Deutsche Markus Eisenbichler.
In der Qualifikation am Donnerstag, 4. März 2021, traten 62 Athleten aus 17 Nationen an, von denen wie im Wettbewerb von der Normalschanze die 50 Erstplatzierten den eigentlichen Wettbewerb am Freitag erreichten. Im Vergleich zum Einzelspringen von der Normalschanze war die italienische Mannschaft aufgrund mehrerer SARS-CoV-2-Infektionen innerhalb ihres Teams nicht mehr am Start. Aus demselben Grund musste auch der norwegische Gesamtweltcupsieger Halvor Egner Granerud auf einen Start verzichten. Die Qualifikation gewann Stefan Kraft vor dem für Granerud ins norwegische Team gerückten Johann André Forfang und Titelverteidiger Markus Eisenbichler. Der Ukrainer Anton Kortschuk bei der Materialkontrolle nach dem Sprung und der Schweizer Andreas Schuler noch vor seinem Sprung wurden wegen nicht regelkonformer Sprunganzüge disqualifiziert.
Im ersten Durchgang des Wettbewerbs am darauffolgenden Freitag, 5. März 2021, stürzte der zweimalige Weltcupsieger dieser Saison, Ryōyū Kobayashi, bei der Landung nach einem Sprung auf 117,5 Meter und verpasste damit den zweiten Durchgang. Wegen eines im Verhältnis zur Skilänge zu geringen Körpergewichtes wurde Bor Pavlovčič disqualifiziert. Auch im zweiten Durchgang kam mit Titelverteidiger Markus Eisenbichler ein Springer bei der Landung zu Fall. Die Goldmedaille gewann Qualifikationssieger Stefan Kraft. Es war der dritte Weltmeistertitel seiner Karriere im Einzel nach dem Doppelsieg von Normal- und Großschanze bei den Nordischen Skiweltmeisterschaften 2017 in Lahti. Den Silberrang belegte Robert Johansson vor Karl Geiger, der mit Bronze in seinem dritten Wettbewerb bei diesen Titelkämpfen seine dritte Medaille gewann.

### Qualifikation
Datum: Donnerstag, 4. März 2021, 17:30 Uhr
| Platz | Athlet                 | Nation                | Weite (m) | Punkte | Qualifikation |
| ----- | ---------------------- | --------------------- | --------- | ------ | ------------- |
| 01    | Stefan Kraft           | Österreich            | 127,0     | 143,5  | Q             |
| 02    | Johann André Forfang   | Norwegen              | 133,5     | 142,2  | Q             |
| 03    | Markus Eisenbichler    | Deutschland           | 127,5     | 140,8  | Q             |
| 04    | Piotr Żyła             | Polen                 | 127,0     | 140,7  | Q             |
| 05    | Keiichi Satō           | Japan                 | 128,5     | 139,5  | Q             |
| 06    | Peter Prevc            | Slowenien             | 129,0     | 137,4  | Q             |
| 07    | Daniel Huber           | Österreich            | 127,0     | 136,6  | Q             |
| 08    | Ryōyū Kobayashi        | Japan                 | 126,0     | 136,2  | Q             |
| 09    | Dawid Kubacki          | Polen                 | 124,0     | 135,2  | Q             |
| 10    | Philipp Aschenwald     | Österreich            | 130,0     | 135,0  | Q             |
| 11    | Marius Lindvik         | Norwegen              | 126,5     | 134,7  | Q             |
| 12    | Karl Geiger            | Deutschland           | 125,0     | 133,9  | Q             |
| 13    | Kamil Stoch            | Polen                 | 121,5     | 130,6  | Q             |
| 14    | Gregor Deschwanden     | Schweiz               | 128,0     | 129,9  | Q             |
| 15    | Yukiya Satō            | Japan                 | 123,0     | 129,3  | Q             |
| 16    | Robert Johansson       | Norwegen              | 121,5     | 128,5  | Q             |
| 17    | Anže Lanišek           | Slowenien             | 118,5     | 127,7  | Q             |
| 18    | Andrzej Stękała        | Polen                 | 121,5     | 127,3  | Q             |
| 19    | Severin Freund         | Deutschland           | 122,5     | 127,0  | Q             |
| 20    | Daniel-André Tande     | Norwegen              | 120,0     | 123,6  | Q             |
| 21    | Cene Prevc             | Slowenien             | 119,0     | 123,4  | Q             |
| 22    | Pius Paschke           | Deutschland           | 120,5     | 121,6  | Q             |
| 23    | Artti Aigro            | Estland               | 123,0     | 120,9  | Q             |
| 24    | Niko Kytösaho          | Finnland              | 119,5     | 118,2  | Q             |
| 25    | MacKenzie Boyd-Clowes  | Kanada                | 117,0     | 115,1  | Q             |
| 26    | Bor Pavlovčič          | Slowenien             | 115,0     | 114,9  | Q             |
| 27    | Martin Hamann          | Deutschland           | 119,5     | 114,7  | Q             |
| 28    | Wladimir Sografski     | Bulgarien             | 115,0     | 111,6  | Q             |
| 29    | Sergei Tkatschenko     | Kasachstan            | 118,0     | 111,3  | Q             |
| 30    | Simon Ammann           | Schweiz               | 113,5     | 110,6  | Q             |
| 31    | Dominik Peter          | Schweiz               | 116,5     | 110,4  | Q             |
| 32    | Jan Hörl               | Österreich            | 107,0     | 106,7  | Q             |
| 33    | Jewgeni Klimow         | Russischer Skiverband | 110,0     | 106,6  | Q             |
| 34    | Antti Aalto            | Finnland              | 109,5     | 104,5  | Q             |
| 35    | Viktor Polášek         | Tschechien            | 110,0     | 103,8  | Q             |
| 36    | Junshirō Kobayashi     | Japan                 | 105,5     | 100,6  | Q             |
| 37    | Andrew Urlaub          | Vereinigte Staaten    | 108,5     | 094,9  | Q             |
| 38    | Vojtěch Štursa         | Tschechien            | 105,5     | 090,5  | Q             |
| 39    | Denis Kornilow         | Russischer Skiverband | 105,0     | 090,3  | Q             |
| 40    | Witalij Kalinitschenko | Ukraine               | 100,0     | 085,7  | Q             |
| 41    | Čestmír Kožíšek        | Tschechien            | 101,0     | 085,2  | Q             |
| 42    | Andrei Feldorean       | Rumänien              | 104,0     | 085,1  | Q             |
| 43    | Eetu Nousiainen        | Finnland              | 101,0     | 084,1  | Q             |
| 44    | Danil Sadrejew         | Russischer Skiverband | 103,0     | 082,4  | Q             |
| 45    | Jewhen Marussjak       | Ukraine               | 098,5     | 081,6  | Q             |
| 46    | Michail Nasarow        | Russischer Skiverband | 097,5     | 079,5  | Q             |
| 47    | Filip Sakala           | Tschechien            | 097,5     | 077,6  | Q             |
| 48    | Casey Larson           | Vereinigte Staaten    | 094,5     | 077,2  | Q             |
| 49    | Danil Wassiljew        | Kasachstan            | 092,5     | 073,6  | Q             |
| 50    | Matthew Soukup         | Kanada                | 096,5     | 070,3  | Q             |
| 51    | Arttu Pohjola          | Finnland              | 093,5     | 069,5  |               |
| 52    | Kevin Maltsev          | Estland               | 087,0     | 066,2  |               |
| 53    | Daniel Cacina          | Rumänien              | 092,5     | 066,0  |               |
| 54    | Erik Belshaw           | Vereinigte Staaten    | 092,5     | 064,3  |               |
| 55    | Decker Dean            | Vereinigte Staaten    | 088,0     | 064,0  |               |
| 56    | Mihnea Spulber         | Rumänien              | 089,0     | 063,5  |               |
| 57    | Nicolae Sorin Mitrofan | Rumänien              | 089,5     | 058,7  |               |
| 58    | Nikita Dewjatkin       | Kasachstan            | 085,5     | 049,4  |               |
| 59    | Andrij Waskul          | Ukraine               | 077,5     | 042,4  |               |
| 60    | Sabyrschan Muminow     | Kasachstan            | 082,0     | 039,5  |               |
| DSQ   | Anton Kortschuk        | Ukraine               | —         | —      |               |
| DSQ   | Andreas Schuler        | Schweiz               | —         | —      |               |

### Wettbewerb
Datum: Freitag, 5. März 2021, 17:00 Uhr
| Platz | Athlet                 | Nation                | 1. Durchgang | 1. Durchgang | 2. Durchgang  | 2. Durchgang  | Gesamt- punkte |
| Platz | Athlet                 | Nation                | Weite (m)    | Punkte       | Weite (m)     | Punkte        | Gesamt- punkte |
| ----- | ---------------------- | --------------------- | ------------ | ------------ | ------------- | ------------- | -------------- |
| 01    | Stefan Kraft           | Österreich            | 132,5        | 137,8        | 134,0         | 138,7         | 276,5          |
| 02    | Robert Johansson       | Norwegen              | 129,5        | 132,1        | 135,5         | 140,0         | 272,1          |
| 03    | Karl Geiger            | Deutschland           | 132,0        | 127,7        | 132,0         | 139,7         | 267,4          |
| 04    | Piotr Żyła             | Polen                 | 130,5        | 128,4        | 137,0         | 136,0         | 264,4          |
| 05    | Anže Lanišek           | Slowenien             | 126,5        | 124,6        | 136,5         | 133,9         | 258,5          |
| 06    | Marius Lindvik         | Norwegen              | 126,5        | 124,3        | 131,5         | 132,9         | 257,2          |
| 07    | Yukiya Satō            | Japan                 | 134,0        | 128,7        | 130,5         | 128,0         | 256,7          |
| 08    | Daniel Huber           | Österreich            | 133,5        | 131,7        | 123,5         | 123,6         | 255,3          |
| 09    | Cene Prevc             | Slowenien             | 129,5        | 125,1        | 129,5         | 128,1         | 253,2          |
| 10    | Jan Hörl               | Österreich            | 127,0        | 117,7        | 136,5         | 127,7         | 245,4          |
| 11    | Philipp Aschenwald     | Österreich            | 123,5        | 117,1        | 130,0         | 126,5         | 243,6          |
| 12    | Daniel-André Tande     | Norwegen              | 131,0        | 123,6        | 120,5         | 113,8         | 237,4          |
| 13    | Keiichi Satō           | Japan                 | 126,5        | 121,3        | 128,0         | 114,6         | 235,9          |
| 13    | Johann André Forfang   | Norwegen              | 128,5        | 119,6        | 123,5         | 116,3         | 235,9          |
| 15    | Dawid Kubacki          | Polen                 | 130,5        | 125,1        | 119,0         | 110,7         | 235,8          |
| 16    | Peter Prevc            | Slowenien             | 126,5        | 122,6        | 129,5         | 110,9         | 233,5          |
| 17    | Markus Eisenbichler    | Deutschland           | 122,5        | 118,5        | 134,0         | 113,3         | 231,8          |
| 18    | Pius Paschke           | Deutschland           | 129,5        | 125,6        | 114,5         | 105,6         | 231,2          |
| 19    | Kamil Stoch            | Polen                 | 120,0        | 112,9        | 129,5         | 117,1         | 230,0          |
| 20    | Gregor Deschwanden     | Schweiz               | 124,0        | 118,0        | 126,0         | 110,9         | 228,9          |
| 21    | Andrzej Stękała        | Polen                 | 121,5        | 109,7        | 122,5         | 109,5         | 219,2          |
| 22    | Severin Freund         | Deutschland           | 122,5        | 114,7        | 118,5         | 103,5         | 218,2          |
| 23    | Jewgeni Klimow         | Russischer Skiverband | 121,0        | 111,4        | 126,0         | 104,4         | 215,8          |
| 24    | Martin Hamann          | Deutschland           | 121,5        | 109,4        | 123,0         | 106,0         | 215,4          |
| 25    | Artti Aigro            | Estland               | 131,0        | 113,9        | 120,0         | 097,3         | 211,2          |
| 26    | Simon Ammann           | Schweiz               | 118,0        | 106,6        | 114,5         | 104,4         | 211,0          |
| 27    | Denis Kornilow         | Russischer Skiverband | 123,0        | 104,7        | 118,0         | 103,1         | 207,8          |
| 28    | MacKenzie Boyd-Clowes  | Kanada                | 116,0        | 097,0        | 122,0         | 104,3         | 201,3          |
| 29    | Witalij Kalinitschenko | Ukraine               | 119,5        | 098,2        | 126,0         | 102,2         | 200,4          |
| 30    | Niko Kytösaho          | Finnland              | 116,5        | 098,9        | 120,5         | 095,0         | 193,9          |
| 31    | Antti Aalto            | Finnland              | 113,0        | 094,8        | ausgeschieden | ausgeschieden | 094,8          |
| 32    | Junshirō Kobayashi     | Japan                 | 114,0        | 093,9        | ausgeschieden | ausgeschieden | 093,9          |
| 33    | Dominik Peter          | Schweiz               | 114,5        | 092,4        | ausgeschieden | ausgeschieden | 092,4          |
| 34    | Ryōyū Kobayashi        | Japan                 | 117,5        | 090,3        | ausgeschieden | ausgeschieden | 090,3          |
| 35    | Michail Nasarow        | Russischer Skiverband | 112,0        | 084,6        | ausgeschieden | ausgeschieden | 084,6          |
| 36    | Čestmír Kožíšek        | Tschechien            | 112,5        | 083,7        | ausgeschieden | ausgeschieden | 083,7          |
| 37    | Wladimir Sografski     | Bulgarien             | 109,5        | 082,7        | ausgeschieden | ausgeschieden | 082,7          |
| 38    | Eetu Nousiainen        | Finnland              | 110,0        | 081,3        | ausgeschieden | ausgeschieden | 081,3          |
| 39    | Jewhen Marussjak       | Ukraine               | 109,0        | 070,9        | ausgeschieden | ausgeschieden | 070,9          |
| 40    | Sergei Tkatschenko     | Kasachstan            | 103,0        | 069,2        | ausgeschieden | ausgeschieden | 069,2          |
| 41    | Vojtěch Štursa         | Tschechien            | 105,5        | 067,6        | ausgeschieden | ausgeschieden | 067,6          |
| 42    | Filip Sakala           | Tschechien            | 103,5        | 065,1        | ausgeschieden | ausgeschieden | 065,1          |
| 43    | Danil Sadrejew         | Russischer Skiverband | 102,5        | 064,9        | ausgeschieden | ausgeschieden | 064,9          |
| 44    | Matthew Soukup         | Kanada                | 102,0        | 063,3        | ausgeschieden | ausgeschieden | 063,3          |
| 45    | Andrei Feldorean       | Rumänien              | 101,0        | 059,7        | ausgeschieden | ausgeschieden | 059,7          |
| 46    | Viktor Polášek         | Tschechien            | 102,5        | 059,2        | ausgeschieden | ausgeschieden | 059,2          |
| 47    | Danil Wassiljew        | Kasachstan            | 099,0        | 055,1        | ausgeschieden | ausgeschieden | 055,1          |
| 48    | Casey Larson           | Vereinigte Staaten    | 093,5        | 052,5        | ausgeschieden | ausgeschieden | 052,5          |
| 49    | Andrew Urlaub          | Vereinigte Staaten    | 093,0        | 043,1        | ausgeschieden | ausgeschieden | 043,1          |
| DSQ   | Bor Pavlovčič          | Slowenien             | —            | —            | ausgeschieden | ausgeschieden | —              |

## Teamspringen Großschanze
Das Teamspringen der Männer von der Großschanze (Hillsize: 137 m; Konstruktionspunkt: 120 m) fand am 6. März 2021 statt. Titelverteidiger von 2019 war Deutschland in Person von Karl Geiger, Richard Freitag, Stephan Leyhe und Markus Eisenbichler.
Die deutsche Mannschaft, bestehend aus Pius Paschke, Severin Freund, Markus Eisenbichler und Karl Geiger, verteidigte ihren Titel von den Nordischen Skiweltmeisterschaften 2019 und gewann die Goldmedaille vor Österreich mit Philipp Aschenwald, Jan Hörl, Daniel Huber und Stefan Kraft auf dem Silber- sowie Polen mit Piotr Żyła, Andrzej Stękała, Kamil Stoch und Dawid Kubacki auf dem Bronzerang. Es war der vierte offizielle Weltmeistertitel für eine deutsche Mannschaft nach 1999, 2001 und 2019.
Deutschland hatte bereits nach dem ersten Durchgang vor Österreich und Polen geführt und war im zweiten Durchgang zwischenzeitlich bis auf Rang vier zurückgefallen. Norwegen, vor dem Wettkampf als Mitfavorit auf eine vordere Platzierung gehandelt, musste aufgrund einer SARS-CoV-2-Infektion wie schon beim Einzelspringen von der Großschanze auf den Gesamtweltcupsieger der Weltcup-Saison 2020/21, Halvor Egner Granerud, verzichten und verabschiedete sich nach schwachen Sprüngen zu Beginn früh aus dem Wettstreit um die Medaillenränge.
Datum: Samstag, 6. März 2021, 17:00 Uhr
| Platz | Nation/ Athleten                                                                        | 1. Durchgang            | 1. Durchgang                  | 2. Durchgang            | 2. Durchgang                  | Gesamt- punkte |
| Platz | Nation/ Athleten                                                                        | Weite (m)               | Punkte                        | Weite (m)               | Punkte                        | Gesamt- punkte |
| ----- | --------------------------------------------------------------------------------------- | ----------------------- | ----------------------------- | ----------------------- | ----------------------------- | -------------- |
| 01    | Deutschland Pius Paschke Severin Freund Markus Eisenbichler Karl Geiger                 | 136,5 127,5 135,0 133,5 | 505,0 134,3 113,8 126,1 130,8 | 132,0 123,0 138,5 136,0 | 541,6 132,3 118,3 144,5 146,5 | 1046,6         |
| 02    | Österreich Philipp Aschenwald Jan Hörl Daniel Huber Stefan Kraft                        | 138,5 136,0 129,0 130,0 | 501,3 136,2 127,5 114,0 123,6 | 136,0 126,5 130,5 133,0 | 534,2 138,8 125,4 128,6 141,4 | 1035,5         |
| 03    | Polen Piotr Żyła Andrzej Stękała Kamil Stoch Dawid Kubacki                              | 139,0 122,5 133,0 131,0 | 493,9 139,7 105,9 121,1 127,2 | 139,0 127,0 132,5 127,5 | 537,3 146,0 126,5 134,7 130,1 | 1031,2         |
| 04    | Japan Yukiya Satō Naoki Nakamura Keiichi Satō Ryōyū Kobayashi                           | 141,0 129,5 128,5 135,5 | 492,2 139,1 114,0 111,4 127,7 | 137,0 126,5 130,0 128,5 | 525,3 140,6 126,5 128,0 130,2 | 1017,5         |
| 05    | Slowenien Cene Prevc Peter Prevc Domen Prevc Anže Lanišek                               | 129,0 135,5 129,5 134,0 | 486,4 119,6 121,9 116,0 128,9 | 126,5 126,0 135,0 133,5 | 523,6 122,8 123,9 136,4 140,5 | 1010,0         |
| 06    | Norwegen Marius Lindvik Daniel-André Tande Johann André Forfang Robert Johansson        | 117,0 119,5 136,0 129,5 | 453,8 103,9 099,1 124,5 126,3 | 133,0 124,5 128,0 134,0 | 520,3 135,3 119,3 125,3 140,4 | 0974,1         |
| 07    | Schweiz Dominik Peter Andreas Schuler Simon Ammann Gregor Deschwanden                   | 129,0 109,0 127,5 129,0 | 411,6 115,7 069,5 111,0 115,4 | 123,5 108,0 129,0 122,5 | 445,0 115,4 086,5 124,3 118,8 | 0856,6         |
| 08    | Russischer Skiverband Jewgeni Klimow Michail Nasarow Ilja Mankow Denis Kornilow         | 117,0 122,5 110,0 119,5 | 363,7 094,6 103,1 074,1 091,9 | 121,0 122,0 110,5 118,5 | 414,5 107,5 114,5 083,7 108,8 | 0778,2         |
| 09    | Finnland Niko Kytösaho Antti Aalto Arttu Pohjola Eetu Nousiainen                        | 118,0 104,0 120,5       | 344,6 092,1 093,0 064,3 095,2 | ausgeschieden           | ausgeschieden                 | 0344,6         |
| 10    | Vereinigte Staaten Andrew Urlaub Erik Belshaw Casey Larson Decker Dean                  | 099,5 090,0 095,5 120,0 | 237,4 052,6 041,3 045,8 097,7 | ausgeschieden           | ausgeschieden                 | 0237,4         |
| 11    | Tschechien Vojtěch Štursa Viktor Polášek Filip Sakala Čestmír Kožíšek                   | 102,5 099,0 095,0 107,5 | 226,5 059,1 056,3 042,2 068,9 | ausgeschieden           | ausgeschieden                 | 0226,5         |
| 12    | Rumänien Andrei Feldorean Mihnea Spulber Nicolae Sorin Mitrofan Daniel Cacina           | 119,5 079,5 097,0 103,0 | 219,8 094,7 014,8 047,6 062,7 | ausgeschieden           | ausgeschieden                 | 0219,8         |
| 13    | Ukraine Jewhen Marussjak Anton Kortschuk Andrij Waskul Witalij Kalinitschenko           | 090,0 082,0 096,5 115,0 | 200,8 044,9 018,9 049,6 087,4 | ausgeschieden           | ausgeschieden                 | 0200,8         |
| 14    | Kasachstan Nurschat Tursynschanow Sabyrschan Muminow Danil Wassiljew Sergei Tkatschenko | 082,5 107,0 097,0 095,5 | 189,5 020,6 073,8 052,5 042,6 | ausgeschieden           | ausgeschieden                 | 0189,5         |

## Bilanz

### Medaillengewinnerinnen
| Wettbewerb                   | Gold                                                                         | Silber                                                      | Bronze                                                                   |
| ---------------------------- | ---------------------------------------------------------------------------- | ----------------------------------------------------------- | ------------------------------------------------------------------------ |
| Einzelspringen Normalschanze | Ema Klinec                                                                   | Maren Lundby                                                | Sara Takanashi                                                           |
| Einzelspringen Großschanze   | Maren Lundby                                                                 | Sara Takanashi                                              | Nika Križnar                                                             |
| Teamspringen Normalschanze   | Österreich Daniela Iraschko-Stolz Sophie Sorschag Chiara Hölzl Marita Kramer | Slowenien Nika Križnar Špela Rogelj Urša Bogataj Ema Klinec | Norwegen Silje Opseth Anna Odine Strøm Thea Minyan Bjørseth Maren Lundby |

### Medaillenspiegel
Erfolgreichste Skispringerin der Nordischen Skiweltmeisterschaften 2021 war Maren Lundby mit einer Gold-, zwei Silber- und einer Bronzemedaille vor Ema Klinec mit einer Gold- und Silbermedaille sowie Daniela Iraschko-Stolz und Sara Marita Kramer mit einer Gold- und Bronzemedaille. Die folgenden Tabellen enthalten alle Medaillengewinnerinnen im Skispringen der Frauen bei den Nordischen Skiweltmeisterschaften 2021 inklusive des Mixed-Team-Wettbewerbs. Die erste Tabelle listet die Athletinnen, die zweite Tabelle die Nationen, jeweils sortiert nach der Anzahl der Gold-, dann Silber- und schließlich Bronzemedaillen, auf.
| Platz | Athletin               |   |   |   |   |
| ----- | ---------------------- | - | - | - | - |
| 01    | Maren Lundby           | 1 | 2 | 1 | 4 |
| 02    | Ema Klinec             | 1 | 1 | — | 2 |
| 03    | Daniela Iraschko-Stolz | 1 | — | 1 | 2 |
| 03    | Marita Kramer          | 1 | — | 1 | 2 |
| 05    | Katharina Althaus      | 1 | — | — | 1 |
| 05    | Anna Rupprecht         | 1 | — | — | 1 |
| 05    | Chiara Hölzl           | 1 | — | — | 1 |
| 05    | Sophie Sorschag        | 1 | — | — | 1 |
| 09    | Sara Takanashi         | — | 1 | 1 | 2 |
| 09    | Silje Opseth           | — | 1 | 1 | 2 |
| 09    | Nika Križnar           | — | 1 | 1 | 2 |
| 12    | Urša Bogataj           | — | 1 | — | 1 |
| 12    | Špela Rogelj           | — | 1 | — | 1 |
| 14    | Thea Minyan Bjørseth   | — | — | 1 | 1 |
| 14    | Anna Odine Strøm       | — | — | 1 | 1 |

| Platz | Land        |   |   |   |   |
| ----- | ----------- | - | - | - | - |
| 01    | Norwegen    | 1 | 2 | 1 | 4 |
| 02    | Slowenien   | 1 | 1 | 1 | 3 |
| 03    | Österreich  | 1 | — | 1 | 2 |
| 04    | Deutschland | 1 | — | — | 1 |
| 05    | Japan       | — | 1 | 1 | 2 |

## Einzelspringen Normalschanze
Das Einzelspringen der Frauen von der Normalschanze (Hillsize: 106 m; Konstruktionspunkt: 95 m) fand am 24. Februar 2021 (Qualifikation) und 25. Februar 2021 (Wettbewerb) statt. Titelverteidigerin von 2019 war die Norwegerin Maren Lundby.
57 Athletinnen aus 18 Nationen traten in der Qualifikation am Mittwoch, 24. Februar 2021, an, von denen die 40 Erstplatzierten den eigentlichen Wettbewerb am Donnerstag erreichten. Damit wurde ein neuer Rekord für die meisten Teilnehmerinnen an der Qualifikation für einen Wettbewerb der Skispringerinnen bei Nordischen Skiweltmeisterschaften aufgestellt. Gewonnen wurde die Qualifikation von der viermaligen Gesamtweltcupsiegerin Sara Takanashi aus Japan, die mit der Bestweite von 103,0 Metern die Österreicherin Sara Marita Kramer und die Slowenin Ema Klinec auf die Plätze zwei und drei verwies.
Am darauffolgenden Donnerstag, 25. Februar 2021, gewann die in der Qualifikation drittplatzierte Ema Klinec die Goldmedaille im Wettbewerb. Es war ihr erster Titel bei Nordischen Skiweltmeisterschaften und auch der erste Weltmeistertitel einer Slowenin. Dahinter gewann Titelverteidigerin Maren Lundby die Silbermedaille vor Sara Takanashi auf dem Bronzerang. Die Österreicherin Sophie Sorschag wurde wegen eines nicht regelkonformen Sprunganzuges im ersten Durchgang bei der Materialkontrolle disqualifiziert, womit nur 39 Springerinnen in die Wertung des Wettkampfes kamen.
Die nach dem ersten Durchgang führende Sara Marita Kramer fiel im zweiten Durchgang auf den vierten Platz zurück, nachdem die Jury vor ihrem Sprung den Anlauf verkürzt hatte. Der Österreichische Skiverband legte daraufhin Protest gegen die Jury ein, den der sportliche Leiter Mario Stecher begründete: „Es geht darum, dass in diesem Wettkampf die 95 Prozent der Hillsize nicht erreicht wurden und trotzdem eine Anlaufverkürzung vonstatten gegangen ist. Schlussendlich ist Sara sogar noch mit schlechterem Wind gesprungen als die Athletinnen direkt vor ihr.“ Präsident Peter Schröcksnadel bezeichnete die Entscheidung der Jury als „Sauerei“ und „Manipulation“. Der Anlauf sei ohne jeden Grund verkürzt worden. Jury-Mitglied Sašo Komovec sagte, man habe wegen des weiten Sprungs Kramers im ersten und dem besseren Wind im zweiten Durchgang im Sinne der Sicherheit der Athletin handeln wollen und entschuldigte sich für den Ausgang.

### Qualifikation
Datum: Mittwoch, 24. Februar 2021, 18:00 Uhr
| Platz | Athletin                | Nation                | Weite (m) | Punkte | Qualifikation |
| ----- | ----------------------- | --------------------- | --------- | ------ | ------------- |
| 01    | Sara Takanashi          | Japan                 | 103,0     | 142,5  | Q             |
| 02    | Marita Kramer           | Österreich            | 101,5     | 140,1  | Q             |
| 03    | Ema Klinec              | Slowenien             | 098,0     | 135,4  | Q             |
| 04    | Jerneja Brecl           | Slowenien             | 102,0     | 135,0  | Q             |
| 05    | Nika Križnar            | Slowenien             | 098,5     | 130,7  | Q             |
| 06    | Daniela Iraschko-Stolz  | Österreich            | 095,0     | 129,4  | Q             |
| 07    | Thea Minyan Bjørseth    | Norwegen              | 101,0     | 129,0  | Q             |
| 08    | Silje Opseth            | Norwegen              | 097,0     | 128,8  | Q             |
| 09    | Sophie Sorschag         | Österreich            | 098,5     | 127,2  | Q             |
| 10    | Yūki Itō                | Japan                 | 099,0     | 126,5  | Q             |
| 11    | Maren Lundby            | Norwegen              | 091,0     | 125,8  | Q             |
| 12    | Irina Awwakumowa        | Russischer Skiverband | 093,5     | 124,2  | Q             |
| 13    | Lara Malsiner           | Italien               | 098,0     | 122,7  | Q             |
| 14    | Jessica Malsiner        | Italien               | 096,5     | 122,4  | Q             |
| 15    | Anna Rupprecht          | Deutschland           | 096,5     | 119,9  | Q             |
| 16    | Julia Clair             | Frankreich            | 095,5     | 117,8  | Q             |
| 17    | Anna Odine Strøm        | Norwegen              | 095,5     | 117,5  | Q             |
| 18    | Urša Bogataj            | Slowenien             | 091,5     | 117,3  | Q             |
| 19    | Katharina Althaus       | Deutschland           | 090,0     | 114,3  | Q             |
| 20    | Nozomi Maruyama         | Japan                 | 093,5     | 113,2  | Q             |
| 21    | Eva Pinkelnig           | Österreich            | 093,0     | 111,8  | Q             |
| 22    | Kristina Prokopjewa     | Russischer Skiverband | 089,0     | 107,6  | Q             |
| 23    | Irma Machinja           | Russischer Skiverband | 090,0     | 105,9  | Q             |
| 24    | Jenny Rautionaho        | Finnland              | 089,0     | 105,4  | Q             |
| 25    | Anna Twardosz           | Polen                 | 087,5     | 105,0  | Q             |
| 26    | Yūka Setō               | Japan                 | 088,0     | 104,8  | Q             |
| 27    | Daniela Haralambie      | Rumänien              | 088,5     | 102,8  | Q             |
| 28    | Sofja Tichonowa         | Russischer Skiverband | 088,0     | 102,7  | Q             |
| 29    | Juliane Seyfarth        | Deutschland           | 086,0     | 102,6  | Q             |
| 30    | Karolína Indráčková     | Tschechien            | 086,0     | 098,9  | Q             |
| 31    | Julia Kykkänen          | Finnland              | 085,5     | 098,7  | Q             |
| 32    | Carina Vogt             | Deutschland           | 084,5     | 097,0  | Q             |
| 33    | Joséphine Pagnier       | Frankreich            | 085,0     | 096,4  | Q             |
| 34    | Abigail Strate          | Kanada                | 082,0     | 094,5  | Q             |
| 35    | Frida Westman           | Schweden              | 083,0     | 091,6  | Q             |
| 36    | Susanna Forsström       | Finnland              | 078,5     | 083,8  | Q             |
| 37    | Annika Belshaw          | Vereinigte Staaten    | 077,0     | 081,4  | Q             |
| 38    | Paige Jones             | Vereinigte Staaten    | 073,5     | 074,9  | Q             |
| 39    | Kinga Rajda             | Polen                 | 074,5     | 073,1  | Q             |
| 40    | Natalie Eilers          | Kanada                | 075,0     | 072,4  | Q             |
| 41    | Virág Vörös             | Ungarn                | 073,5     | 072,1  |               |
| 42    | Kamila Karpiel          | Polen                 | 072,0     | 067,9  |               |
| 42    | Štěpánka Ptáčková       | Tschechien            | 071,5     | 067,9  |               |
| 44    | Anna Hoffmann           | Vereinigte Staaten    | 070,0     | 067,0  |               |
| 45    | Julia Tervahartiala     | Finnland              | 071,5     | 066,9  |               |
| 46    | Alexandria Loutitt      | Kanada                | 071,0     | 066,1  |               |
| 47    | Nicole Konderla         | Polen                 | 070,0     | 065,7  |               |
| 48    | Klára Ulrichová         | Tschechien            | 073,0     | 065,5  |               |
| 48    | Logan Sankey            | Vereinigte Staaten    | 073,0     | 065,5  |               |
| 50    | Veronika Jenčová        | Tschechien            | 071,0     | 063,6  |               |
| 51    | Natasha Bodnarchuk      | Kanada                | 071,0     | 062,6  |               |
| 52    | Andreea Diana Trâmbițaș | Rumänien              | 062,5     | 050,9  |               |
| 53    | Delia Folea             | Rumänien              | 062,5     | 048,3  |               |
| 54    | Astrid Norstedt         | Schweden              | 064,5     | 048,1  |               |
| 55    | Dajana Pecha            | Kasachstan            | 060,5     | 040,5  |               |
| 56    | Tetjana Pylyptschuk     | Ukraine               | 059,5     | 040,1  |               |
| 57    | Alessia Mîțu-Cosca      | Rumänien              | 058,5     | 038,1  |               |

### Wettbewerb
Datum: Donnerstag, 25. Februar 2021, 17:00 Uhr
| Platz | Athletin               | Nation                | 1. Durchgang | 1. Durchgang | 2. Durchgang  | 2. Durchgang  | Gesamt- punkte |
| Platz | Athletin               | Nation                | Weite (m)    | Punkte       | Weite (m)     | Punkte        | Gesamt- punkte |
| ----- | ---------------------- | --------------------- | ------------ | ------------ | ------------- | ------------- | -------------- |
| 01    | Ema Klinec             | Slowenien             | 105,0        | 141,7        | 100,5         | 137,9         | 279,6          |
| 02    | Maren Lundby           | Norwegen              | 102,5        | 138,1        | 099,5         | 138,4         | 276,5          |
| 03    | Sara Takanashi         | Japan                 | 104,0        | 140,5        | 100,0         | 135,8         | 276,3          |
| 04    | Marita Kramer          | Österreich            | 109,0        | 142,7        | 098,0         | 132,5         | 275,2          |
| 05    | Nika Križnar           | Slowenien             | 095,0        | 125,8        | 097,0         | 131,7         | 257,5          |
| 06    | Silje Opseth           | Norwegen              | 093,0        | 122,8        | 098,0         | 132,3         | 255,1          |
| 07    | Thea Minyan Bjørseth   | Norwegen              | 099,5        | 129,0        | 092,0         | 123,7         | 252,7          |
| 08    | Daniela Iraschko-Stolz | Österreich            | 095,5        | 121,5        | 095,0         | 126,5         | 248,0          |
| 09    | Jerneja Brecl          | Slowenien             | 095,5        | 121,5        | 094,5         | 123,1         | 244,6          |
| 10    | Katharina Althaus      | Deutschland           | 091,0        | 111,6        | 098,0         | 130,2         | 241,8          |
| 11    | Yūki Itō               | Japan                 | 093,5        | 116,3        | 095,0         | 125,4         | 241,7          |
| 12    | Irina Awwakumowa       | Russischer Skiverband | 092,5        | 113,9        | 095,5         | 125,0         | 238,9          |
| 13    | Urša Bogataj           | Slowenien             | 096,0        | 114,5        | 094,0         | 121,4         | 235,9          |
| 14    | Anna Rupprecht         | Deutschland           | 093,0        | 115,1        | 091,5         | 118,6         | 233,7          |
| 15    | Jessica Malsiner       | Italien               | 089,5        | 108,9        | 093,5         | 120,4         | 229,3          |
| 16    | Joséphine Pagnier      | Frankreich            | 088,0        | 109,8        | 092,5         | 118,2         | 228,0          |
| 17    | Julia Clair            | Frankreich            | 086,5        | 100,3        | 097,5         | 125,1         | 225,4          |
| 18    | Lara Malsiner          | Italien               | 090,0        | 108,7        | 093,0         | 113,6         | 222,3          |
| 19    | Anna Odine Strøm       | Norwegen              | 092,0        | 110,8        | 089,5         | 109,8         | 220,6          |
| 20    | Nozomi Maruyama        | Japan                 | 091,0        | 107,4        | 090,0         | 110,1         | 217,5          |
| 21    | Juliane Seyfarth       | Deutschland           | 086,0        | 098,9        | 093,0         | 112,0         | 210,9          |
| 22    | Yūka Setō              | Japan                 | 091,0        | 104,4        | 088,0         | 099,1         | 203,5          |
| 23    | Irma Machinja          | Russischer Skiverband | 084,5        | 098,4        | 090,0         | 101,8         | 200,2          |
| 24    | Sofja Tichonowa        | Russischer Skiverband | 082,5        | 093,6        | 088,0         | 104,3         | 197,9          |
| 25    | Karolína Indráčková    | Tschechien            | 085,0        | 096,0        | 088,5         | 101,8         | 197,8          |
| 26    | Daniela Haralambie     | Rumänien              | 084,0        | 095,8        | 084,5         | 098,1         | 193,9          |
| 27    | Abigail Strate         | Kanada                | 080,0        | 089,6        | 086,0         | 102,2         | 191,8          |
| 28    | Kristina Prokopjewna   | Russischer Skiverband | 084,0        | 089,7        | 084,0         | 095,3         | 185,0          |
| 29    | Julia Kykkänen         | Finnland              | 081,5        | 089,8        | 081,5         | 091,0         | 180,8          |
| 30    | Carina Vogt            | Deutschland           | 081,0        | 087,7        | 070,0         | 061,0         | 148,7          |
| 31    | Jenny Rautionaho       | Finnland              | 083,5        | 087,4        | ausgeschieden | ausgeschieden | 087,4          |
| 32    | Eva Pinkelnig          | Österreich            | 081,0        | 086,9        | ausgeschieden | ausgeschieden | 086,9          |
| 33    | Anna Twardosz          | Polen                 | 083,0        | 083,4        | ausgeschieden | ausgeschieden | 083,4          |
| 34    | Susanna Forsström      | Finnland              | 076,0        | 075,4        | ausgeschieden | ausgeschieden | 075,4          |
| 35    | Frida Westman          | Schweden              | 076,5        | 075,1        | ausgeschieden | ausgeschieden | 075,1          |
| 36    | Paige Jones            | Vereinigte Staaten    | 069,5        | 070,3        | ausgeschieden | ausgeschieden | 070,3          |
| 37    | Annika Belshaw         | Vereinigte Staaten    | 073,5        | 069,6        | ausgeschieden | ausgeschieden | 069,6          |
| 38    | Kinga Rajda            | Polen                 | 069,5        | 066,9        | ausgeschieden | ausgeschieden | 066,9          |
| 39    | Natalie Eilers         | Kanada                | 072,5        | 064,4        | ausgeschieden | ausgeschieden | 064,4          |
| DSQ   | Sophie Sorschag        | Österreich            | —            | —            | ausgeschieden | ausgeschieden | —              |

## Einzelspringen Großschanze
Das Einzelspringen der Frauen von der Großschanze (Hillsize: 137 m; Konstruktionspunkt: 120 m) fand am 2. März 2021 (Qualifikation) und 3. März 2021 (Wettbewerb) statt. Da der Wettbewerb zum ersten Mal ausgetragen wurde, gab es keine Titelverteidigerin.
Die Österreicherin Sara Marita Kramer gewann die Qualifikation am Dienstag, 2. März 2021, mit einem Sprung auf 137,5 Meter vor der slowenischen Weltmeisterin von der Normalschanze, Ema Klinec, und der japanischen Bronzemedaillengewinnerin von der Normalschanze, Sara Takanashi. Kramers Trainer Harald Rodlauer hatte dabei den Anlauf vor dem Sprung seiner Athletin um zwei Startluken verkürzen lassen, die dennoch um siebeneinhalb Meter weiter als Klinec mit der zweitgrößten Weite der Qualifikation sprang und damit die Bestweite erzielte.
Am Mittwoch, 3. März 2021, gewann die Norwegerin Maren Lundby den Wettbewerb und damit die Goldmedaille sowie den ersten Weltmeistertitel der Frauen von der Großschanze. Für die dreimalige Gesamtweltcupsiegerin Lundby selbst war es der zweite Weltmeistertitel nach dem von der Normalschanze bei den Nordischen Skiweltmeisterschaften 2019. Sara Takanashi und Nika Križnar gewannen die Silber- beziehungsweise Bronzemedaille. Qualifikationssiegerin Kramer verpasste eine Medaille wie schon von der Normalschanze auf dem vierten Platz.
Aufgrund mehrerer SARS-CoV-2-Infektionen innerhalb ihres Teams waren die italienischen Skispringerinnen im Vergleich zum Einzelspringen von der Normalschanze nicht mehr am Start.

### Qualifikation
Datum: Dienstag, 2. März 2021, 18:00 Uhr
| Platz | Athletin                | Nation                | Weite (m) | Punkte | Qualifikation |
| ----- | ----------------------- | --------------------- | --------- | ------ | ------------- |
| 01    | Marita Kramer           | Österreich            | 137,5     | 153,3  | Q             |
| 02    | Ema Klinec              | Slowenien             | 130,0     | 148,8  | Q             |
| 03    | Sara Takanashi          | Japan                 | 127,0     | 146,2  | Q             |
| 04    | Katharina Althaus       | Deutschland           | 128,0     | 136,9  | Q             |
| 05    | Nika Križnar            | Slowenien             | 123,5     | 135,7  | Q             |
| 06    | Maren Lundby            | Norwegen              | 122,5     | 134,4  | Q             |
| 07    | Urša Bogataj            | Slowenien             | 127,0     | 129,9  | Q             |
| 08    | Thea Minyan Bjørseth    | Norwegen              | 123,0     | 128,9  | Q             |
| 09    | Chiara Hölzl            | Österreich            | 122,5     | 125,2  | Q             |
| 10    | Jerneja Brecl           | Slowenien             | 121,0     | 123,0  | Q             |
| 11    | Irina Awwakumowa        | Russischer Skiverband | 117,5     | 120,0  | Q             |
| 12    | Anna Rupprecht          | Deutschland           | 120,0     | 116,3  | Q             |
| 13    | Nozomi Maruyama         | Japan                 | 118,5     | 115,5  | Q             |
| 14    | Daniela Iraschko-Stolz  | Österreich            | 115,5     | 115,4  | Q             |
| 15    | Silje Opseth            | Norwegen              | 112,0     | 113,8  | Q             |
| 16    | Sophie Sorschag         | Österreich            | 118,5     | 112,7  | Q             |
| 17    | Julia Clair             | Frankreich            | 118,5     | 110,1  | Q             |
| 18    | Julia Kykkänen          | Finnland              | 110,5     | 106,6  | Q             |
| 19    | Luisa Görlich           | Deutschland           | 110,0     | 105,9  | Q             |
| 20    | Yūki Itō                | Japan                 | 114,0     | 103,9  | Q             |
| 21    | Juliane Seyfarth        | Deutschland           | 108,5     | 101,2  | Q             |
| 22    | Sofja Tichonowa         | Russischer Skiverband | 109,0     | 097,5  | Q             |
| 23    | Klára Ulrichová         | Tschechien            | 106,0     | 097,3  | Q             |
| 24    | Joséphine Pagnier       | Frankreich            | 103,0     | 093,8  | Q             |
| 25    | Anna Schpynjowa         | Russischer Skiverband | 105,5     | 091,4  | Q             |
| 26    | Abigail Strate          | Kanada                | 100,5     | 084,3  | Q             |
| 27    | Anna Twardosz           | Polen                 | 097,5     | 082,7  | Q             |
| 28    | Kaori Iwabuchi          | Japan                 | 099,0     | 080,6  | Q             |
| 29    | Jenny Rautionaho        | Finnland              | 098,0     | 077,9  | Q             |
| 30    | Karolína Indráčková     | Tschechien            | 098,0     | 077,0  | Q             |
| 31    | Kinga Rajda             | Polen                 | 096,5     | 075,4  | Q             |
| 32    | Irma Machinja           | Russischer Skiverband | 094,5     | 074,1  | Q             |
| 33    | Daniela Haralambie      | Rumänien              | 095,0     | 072,9  | Q             |
| 34    | Anna Odine Strøm        | Norwegen              | 092,0     | 070,3  | Q             |
| 35    | Paige Jones             | Vereinigte Staaten    | 091,0     | 067,4  | Q             |
| 36    | Nicole Konderla         | Polen                 | 090,5     | 064,7  | Q             |
| 37    | Susanna Forsström       | Finnland              | 088,5     | 062,5  | Q             |
| 38    | Kamila Karpiel          | Polen                 | 089,0     | 061,5  | Q             |
| 39    | Alexandria Loutitt      | Kanada                | 088,5     | 061,0  | Q             |
| 40    | Natalie Eilers          | Kanada                | 089,0     | 060,0  | Q             |
| 41    | Annika Belshaw          | Vereinigte Staaten    | 086,5     | 058,9  |               |
| 42    | Štěpánka Ptáčková       | Tschechien            | 087,5     | 058,2  |               |
| 43    | Frida Westman           | Schweden              | 085,0     | 050,3  |               |
| 44    | Anna Hoffmann           | Vereinigte Staaten    | 082,5     | 050,1  |               |
| 45    | Logan Sankey            | Vereinigte Staaten    | 082,0     | 049,7  |               |
| 46    | Astrid Norstedt         | Schweden              | 080,5     | 046,2  |               |
| 47    | Veronika Jenčová        | Tschechien            | 081,5     | 045,1  |               |
| 48    | Virág Vörös             | Ungarn                | 079,5     | 041,3  |               |
| 49    | Andreea Diana Trâmbițaș | Rumänien              | 076,0     | 038,6  |               |
| 50    | Nicole Maurer           | Kanada                | 073,0     | 029,2  |               |
| 51    | Dajana Pecha            | Kasachstan            | 069,0     | 021,7  |               |

### Wettbewerb
Datum: Mittwoch, 3. März 2021, 17:15 Uhr
| Platz | Athletin               | Nation                | 1. Durchgang | 1. Durchgang | 2. Durchgang  | 2. Durchgang  | Gesamt- punkte |
| Platz | Athletin               | Nation                | Weite (m)    | Punkte       | Weite (m)     | Punkte        | Gesamt- punkte |
| ----- | ---------------------- | --------------------- | ------------ | ------------ | ------------- | ------------- | -------------- |
| 01    | Maren Lundby           | Norwegen              | 128,0        | 139,8        | 130,5         | 156,8         | 296,6          |
| 02    | Sara Takanashi         | Japan                 | 126,0        | 134,0        | 134,0         | 153,9         | 287,9          |
| 03    | Nika Križnar           | Slowenien             | 126,0        | 136,2        | 129,0         | 150,9         | 287,1          |
| 04    | Marita Kramer          | Österreich            | 126,5        | 135,2        | 127,5         | 146,7         | 281,9          |
| 05    | Silje Opseth           | Norwegen              | 124,0        | 132,0        | 138,0         | 145,1         | 277,1          |
| 06    | Ema Klinec             | Slowenien             | 120,0        | 127,0        | 139,5         | 146,3         | 273,3          |
| 07    | Irina Awwakumowa       | Russischer Skiverband | 122,5        | 127,9        | 126,5         | 137,8         | 265,7          |
| 08    | Chiara Hölzl           | Österreich            | 120,5        | 123,1        | 133,0         | 139,5         | 262,6          |
| 09    | Daniela Iraschko-Stolz | Österreich            | 116,5        | 118,2        | 128,0         | 133,8         | 252,0          |
| 10    | Juliane Seyfarth       | Deutschland           | 118,0        | 115,5        | 123,0         | 127,2         | 242,7          |
| 11    | Urša Bogataj           | Slowenien             | 117,0        | 116,2        | 126,0         | 124,4         | 240,6          |
| 12    | Katharina Althaus      | Deutschland           | 113,5        | 113,7        | 121,0         | 126,7         | 240,4          |
| 13    | Yūki Itō               | Japan                 | 114,5        | 112,3        | 122,0         | 126,2         | 238,5          |
| 14    | Thea Minyan Bjørseth   | Norwegen              | 114,0        | 111,0        | 120,5         | 124,1         | 235,1          |
| 15    | Anna Rupprecht         | Deutschland           | 116,5        | 112,4        | 118,5         | 116,7         | 229,1          |
| 16    | Jerneja Brecl          | Slowenien             | 106,5        | 095,8        | 122,5         | 127,6         | 223,4          |
| 17    | Sophie Sorschag        | Österreich            | 107,0        | 098,6        | 117,5         | 116,8         | 215,4          |
| 18    | Nozomi Maruyama        | Japan                 | 112,0        | 109,0        | 105,8         | 102,4         | 208,2          |
| 19    | Luisa Görlich          | Deutschland           | 106,0        | 094,5        | 112,0         | 108,1         | 202,6          |
| 20    | Julia Clair            | Frankreich            | 104,0        | 090,2        | 112,5         | 108,3         | 198,5          |
| 21    | Julia Kykkänen         | Finnland              | 100,0        | 083,8        | 114,0         | 111,6         | 195,4          |
| 22    | Joséphine Pagnier      | Frankreich            | 103,0        | 089,7        | 110,0         | 104,0         | 193,7          |
| 23    | Sofja Tichonowa        | Russischer Skiverband | 106,0        | 092,8        | 109,0         | 099,2         | 192,0          |
| 24    | Anna Twardosz          | Polen                 | 100,5        | 082,6        | 108,0         | 101,8         | 184,4          |
| 25    | Karolína Indráčková    | Tschechien            | 099,0        | 079,8        | 109,0         | 102,3         | 182,1          |
| 26    | Anna Schpynjowa        | Russischer Skiverband | 101,5        | 084,2        | 104,0         | 088,9         | 173,1          |
| 27    | Anna Odine Strøm       | Norwegen              | 099,0        | 080,7        | 102,5         | 089,9         | 170,6          |
| 28    | Abigail Strate         | Kanada                | 099,0        | 078,3        | 103,0         | 091,3         | 169,6          |
| 29    | Kaori Iwabuchi         | Japan                 | 096,0        | 076,1        | 097,0         | 078,7         | 154,8          |
| 30    | Irma Machinja          | Russischer Skiverband | 097,0        | 074,2        | 094,0         | 068,9         | 143,1          |
| 31    | Daniela Haralambie     | Rumänien              | 095,0        | 071,9        | ausgeschieden | ausgeschieden | 071,9          |
| 32    | Jenny Rautionaho       | Finnland              | 094,5        | 070,4        | ausgeschieden | ausgeschieden | 070,4          |
| 33    | Kinga Rajda            | Polen                 | 092,0        | 066,7        | ausgeschieden | ausgeschieden | 066,7          |
| 34    | Kamila Karpiel         | Polen                 | 091,0        | 062,7        | ausgeschieden | ausgeschieden | 062,7          |
| 35    | Nicole Konderla        | Polen                 | 089,0        | 057,9        | ausgeschieden | ausgeschieden | 057,9          |
| 36    | Klára Ulrichová        | Tschechien            | 090,0        | 057,4        | ausgeschieden | ausgeschieden | 057,4          |
| 37    | Susanna Forsström      | Finnland              | 088,5        | 056,8        | ausgeschieden | ausgeschieden | 056,8          |
| 38    | Alexandria Loutitt     | Kanada                | 085,5        | 052,9        | ausgeschieden | ausgeschieden | 052,9          |
| 39    | Paige Jones            | Vereinigte Staaten    | 086,0        | 050,7        | ausgeschieden | ausgeschieden | 050,7          |
| 40    | Natalie Eilers         | Kanada                | 083,5        | 048,2        | ausgeschieden | ausgeschieden | 048,2          |

## Teamspringen Normalschanze
Das Teamspringen der Frauen von der Normalschanze (Hillsize: 106 m; Konstruktionspunkt: 95 m) fand am 26. Februar 2021 statt. Titelverteidiger von 2019 war Deutschland in Person von Juliane Seyfarth, Ramona Straub, Carina Vogt und Katharina Althaus.
Das Team Österreich, bestehend aus Daniela Iraschko-Stolz, Sophie Sorschag, Chiara Hölzl und Sara Marita Kramer, gewann die Goldmedaille und den Weltmeistertitel vor Slowenien mit Nika Križnar, Špela Rogelj, Urša Bogataj und Ema Klinec auf dem Silber- sowie Norwegen mit Silje Opseth, Anna Odine Strøm, Thea Minyan Bjørseth und Maren Lundby auf dem Bronzerang. Das titelverteidigende deutsche Team, in diesem Jahr vertreten von Anna Rupprecht, Juliane Seyfarth, Luisa Görlich und Katharina Althaus, erreichte den fünften Platz. Es war der erste Weltmeistertitel für ein österreichisches Team im Frauenskispringen.
Datum: Freitag, 26. Februar 2021, 17:15 Uhr
| Platz | Nation/ Athletinnen                                                                      | 1. Durchgang            | 1. Durchgang                  | 2. Durchgang            | 2. Durchgang                  | Gesamt- punkte |
| Platz | Nation/ Athletinnen                                                                      | Weite (m)               | Punkte                        | Weite (m)               | Punkte                        | Gesamt- punkte |
| ----- | ---------------------------------------------------------------------------------------- | ----------------------- | ----------------------------- | ----------------------- | ----------------------------- | -------------- |
| 01    | Österreich Daniela Iraschko-Stolz Sophie Sorschag Chiara Hölzl Marita Kramer             | 097,0 088,0 089,5 102,5 | 452,7 120,5 096,7 105,3 130,2 | 099,5 093,5 096,5 104,0 | 506,6 129,3 117,1 120,6 139,6 | 0959,3         |
| 02    | Slowenien Nika Križnar Špela Rogelj Urša Bogataj Ema Klinec                              | 098,0 093,5 091,5 091,0 | 451,3 126,4 110,8 105,1 109,0 | 106,0 096,5 097,0 095,5 | 506,6 135,1 125,6 119,7 126,2 | 0957,9         |
| 03    | Norwegen Silje Opseth Anna Odine Strøm Thea Minyan Bjørseth Maren Lundby                 | 098,0 087,0 093,0 095,5 | 448,3 119,4 094,5 112,6 121,8 | 099,0 091,0 098,5 097,5 | 493,8 126,1 110,8 125,3 131,6 | 0942,1         |
| 04    | Japan Yūki Itō Yūka Setō Nozomi Maruyama Sara Takanashi                                  | 093,5 086,5 087,0 094,5 | 421,8 111,7 093,1 100,0 117,0 | 093,0 087,5 088,0 098,0 | 455,7 118,6 103,0 100,8 133,3 | 0877,5         |
| 05    | Deutschland Anna Rupprecht Juliane Seyfarth Luisa Görlich Katharina Althaus              | 090,0 088,5 085,0 094,0 | 413,2 107,0 097,4 093,5 115,3 | 094,0 090,5 094,5 094,5 | 459,0 113,9 110,2 112,6 123,2 | 0873,1         |
| 06    | Russischer Skiverband Kristina Prokopjewa Sofja Tichonowa Irma Machinja Irina Awwakumowa | 079,0 088,0 086,5 091,0 | 372,8 080,1 094,7 093,1 104,9 | 086,0 087,0 087,0 095,5 | 414,6 089,1 100,6 100,4 124,5 | 0787,4         |
| 07    | Polen Anna Twardosz Kinga Rajda Joanna Szwab Kamila Karpiel                              | 087,5 077,0 064,5 081,5 | 297,6 098,5 071,5 043,5 084,1 | 083,0 078,0 071,0 082,0 | 333,6 092,6 080,4 066,7 093,9 | 0631,2         |
| 08    | Tschechien Štěpánka Ptáčková Veronika Jenčová Klára Ulrichová Karolína Indráčková        | 069,5 076,5 086,5 080,5 | 298,5 058,0 065,0 093,4 082,1 | 069,0 077,0 083,0 080,0 | 323,0 066,2 074,4 090,8 091,6 | 0621,5         |
| 09    | Finnland Susanna Forsström Jenny Rautionaho Julia Tervahartiala Julia Kykkänen           | 067,5 086,5 071,5 081,0 | 282,0 053,9 090,1 057,5 080,5 | ausgeschieden           | ausgeschieden                 | 0282,0         |
| 10    | Vereinigte Staaten Annika Belshaw Logan Sankey Anna Hoffmann Paige Jones                 | 077,0 071,0 073,0 068,5 | 254,3 073,5 059,3 064,5 057,0 | ausgeschieden           | ausgeschieden                 | 0254,3         |
| 11    | Kanada Natalie Eilers Natasha Bodnarchuk Alexandria Loutitt Abigail Strate               | 067,5 070,5 073,0 076,0 | 246,7 049,7 055,7 067,7 073,6 | ausgeschieden           | ausgeschieden                 | 0246,7         |
| 12    | Rumänien Andreea Diana Trâmbițaș Alessia Mîțu-Cosca Delia Folea Daniela Haralambie       | 065,0 061,0 065,0 081,5 | 209,8 047,8 033,9 044,8 083,3 | ausgeschieden           | ausgeschieden                 | 0209,8         |

## Medaillengewinner
| Wettbewerb                        | Gold                                                                         | Silber                                                                    | Bronze                                                                       |
| --------------------------------- | ---------------------------------------------------------------------------- | ------------------------------------------------------------------------- | ---------------------------------------------------------------------------- |
| Mixed-Team-Springen Normalschanze | Deutschland Katharina Althaus Markus Eisenbichler Anna Rupprecht Karl Geiger | Norwegen Silje Opseth Robert Johansson Maren Lundby Halvor Egner Granerud | Österreich Marita Kramer Michael Hayböck Daniela Iraschko-Stolz Stefan Kraft |

## Wettbewerb
Titelverteidiger von 2019 war Deutschland in Person von Katharina Althaus, Markus Eisenbichler, Juliane Seyfarth und Karl Geiger.
Das deutsche Team, bei diesen Weltmeisterschaften vertreten von Katharina Althaus, Markus Eisenbichler, Anna Rupprecht und Karl Geiger, und damit mit Ausnahme von Rupprecht das Team von 2019, gewann die Goldmedaille und verteidigte damit den Titel von den Nordischen Skiweltmeisterschaften 2019. Auf dem Silberrang folgte Norwegen mit Silje Opseth, Robert Johansson, Maren Lundby und Halvor Egner Granerud vor Österreich mit Marita Kramer, Michael Hayböck, Daniela Iraschko-Stolz und Stefan Kraft.
Für Deutschland war es der vierte Weltmeistertitel nacheinander in dieser Disziplin, die zum fünften Mal bei Weltmeisterschaften ausgesprungen wurde, und der jeweils dritte, an dem Althaus und Eisenbichler, sowie der zweite, an dem Geiger beteiligt war.
Datum: Sonntag, 28. Februar 2021, 17:00 Uhr
| Platz | Nation/ Athleten                                                                         | 1. Durchgang            | 1. Durchgang                  | 2. Durchgang            | 2. Durchgang                  | Gesamt- punkte |
| Platz | Nation/ Athleten                                                                         | Weite (m)               | Punkte                        | Weite (m)               | Punkte                        | Gesamt- punkte |
| ----- | ---------------------------------------------------------------------------------------- | ----------------------- | ----------------------------- | ----------------------- | ----------------------------- | -------------- |
| 01    | Deutschland Katharina Althaus Markus Eisenbichler Anna Rupprecht Karl Geiger             | 104,0 100,0 092,5 099,5 | 472,8 122,4 121,3 105,5 123,6 | 99,5 98,5 99,5          | 528,0 133,1 129,2 130,8 134,9 | 1000,8         |
| 02    | Norwegen Silje Opseth Robert Johansson Maren Lundby Halvor Egner Granerud                | 103,0 100,5 098,0 094,0 | 467,9 118,9 118,5 116,6 113,9 | 098,5 096,0 101,0 102,0 | 527,7 129,5 125,4 135,5 137,3 | 0995,6         |
| 03    | Österreich Marita Kramer Michael Hayböck Daniela Iraschko-Stolz Stefan Kraft             | 105,5 098,5 095,5 091,5 | 457,2 124,3 113,2 112,2 107,5 | 103,0 094,5 101,5       | 529,3 135,9 120,7 135,8 136,9 | 0986,5         |
| 04    | Slowenien Nika Križnar Bor Pavlovčič Ema Klinec Anže Lanišek                             | 102,5 097,0 090,5 098,5 | 436,6 114,8 109,8 089,6 122,4 | 100,0 094,5 093,0 104,5 | 518,2 132,5 123,2 118,7 143,8 | 0954,8         |
| 05    | Japan Yūki Itō Yukiya Satō Sara Takanashi Ryōyū Kobayashi                                | 075,0 102,5 099,5 096,0 | 423,2 069,1 120,1 113,9       | 092,0 098,5 102,0 099,5 | 517,1 113,8 130,0 139,2 134,1 | 0940,3         |
| 06    | Polen Anna Twardosz Piotr Żyła Kamila Karpiel Dawid Kubacki                              | 085,0 100,0 078,0 097,0 | 382,2 078,5 116,7 068,0 119,0 | 085,0 093,0 082,0 103,0 | 455,4 101,5 120,1 092,9 140,9 | 0837,6         |
| 07    | Russischer Skiverband Irina Awwakumowa Danil Sadrejew Irma Machinja Jewgeni Klimow       | 084,5 089,5 084,0 092,0 | 365,7 086,4 095,2 082,0 102,1 | 086,0 095,5 091,5 089,0 | 439,7 101,2 119,6 110,9 108,0 | 0805,4         |
| 08    | Tschechien Karolína Indráčková Viktor Polášek Klára Ulrichová Čestmír Kožíšek            | 084,0 087,5 087,0 084,5 | 344,5 079,8 092,4 088,5 083,8 | 084,0 092,5 090,0 091,0 | 432,7 096,3 114,5 108,5 113,4 | 0777,2         |
| 09    | Finnland Jenny Rautionaho Eetu Nousiainen Julia Kykkänen Niko Kytösaho                   | 079,5 076,5 090,5 090,0 | 332,0 069,9 065,3 098,7 098,1 | ausgeschieden           | ausgeschieden                 | 0332,0         |
| 10    | Kanada Abigail Strate Matthew Soukup Alexandria Loutitt MacKenzie Boyd-Clowes            | 078,0 083,0 074,5 091,5 | 298,9 067,4 071,0 059,8 100,7 | ausgeschieden           | ausgeschieden                 | 0298,9         |
| 11    | Rumänien Andreea Diana Trâmbițaș Nicolae Sorin Mitrofan Daniela Haralambie Daniel Cacina | 066,0 077,5 084,0 086,0 | 265,6 038,4 064,0 077,3 085,9 | ausgeschieden           | ausgeschieden                 | 0265,6         |
| 12    | Vereinigte Staaten Paige Jones Casey Larson Annika Belshaw Decker Dean                   | 067,5 079,0 070,5 090,0 | 258,6 048,2 067,2 048,0 095,2 | ausgeschieden           | ausgeschieden                 | 0258,6         |

### Einzelspringen Normalschanze
- Qualifikation in der Datenbank des Internationalen Skiverbands (englisch)
- Wettbewerb in der Datenbank des Internationalen Skiverbands (englisch)

### Einzelspringen Großschanze
- Qualifikation in der Datenbank des Internationalen Skiverbands (englisch)
- Wettbewerb in der Datenbank des Internationalen Skiverbands (englisch)

### Teamspringen Großschanze
- Wettbewerb in der Datenbank des Internationalen Skiverbands (englisch)

### Einzelspringen Normalschanze
- Qualifikation in der Datenbank des Internationalen Skiverbands (englisch)
- Wettbewerb in der Datenbank des Internationalen Skiverbands (englisch)

### Einzelspringen Großschanze
- Qualifikation in der Datenbank des Internationalen Skiverbands (englisch)
- Wettbewerb in der Datenbank des Internationalen Skiverbands (englisch)

### Teamspringen Normalschanze
- Wettbewerb in der Datenbank des Internationalen Skiverbands (englisch)

### Mixed-Team-Springen Normalschanze
- Wettbewerb in der Datenbank des Internationalen Skiverbands (englisch)